# Eric Åkerland

Karta över Göteborgs skärgård, graverad av Eric Åkerland och tryckt 1815

Eric Åkerland ursprungligen Åkerlund, född 6 april 1754 i Stockholms län, död 11 november 1835 i Stockholm, var en svensk grafiker, tecknare och kartgravör. 
Åkerland som var bondson studerade för Per Floding i Stockholm i slutet av 1770-talet och kom senare att gå i lära för medaljgravören Gustaf Ljungberger. Han antogs som elev vid Konstakademien 1779 där han året efter belönades med den mindre medaljen för en figurteckning i principskolan och 1781 med den andra medaljen för en  ornamentsteckning. Efter akademitiden anställdes han vid Fredrik Akrels globverkstad i Stockholm där han självständigt fick arbeta med framställningen av jordglober. Vid sidan av sitt arbete var han en produktiv leverantör av bokvignetter och illustrationer i form av graverade porträtt, landskap, stadsbilder, allegorier som användes i litterära och vetenskapliga utgåvor. Åkerland är representerad vid Kungliga biblioteket, Stockholms stadsmuseum och Uppsala universitetsbibliotek.